# Lista de membros do Quórum dos Doze Apóstolos antes de 1844
Esta é a lista dos membros do Quórum dos Doze Apóstolos, uma organização de A Igreja de Jesus Cristo dos Santos dos Últimos Dias, antes de 1844. A lista inclui a data em que cada apóstolo foi ordenado. Em alguns casos, a data de batismo é usada, pois a data de ordenação é desconhecida. Os apóstolos que se tornaram presidentes desta igreja encontram-se destacados em negrito.

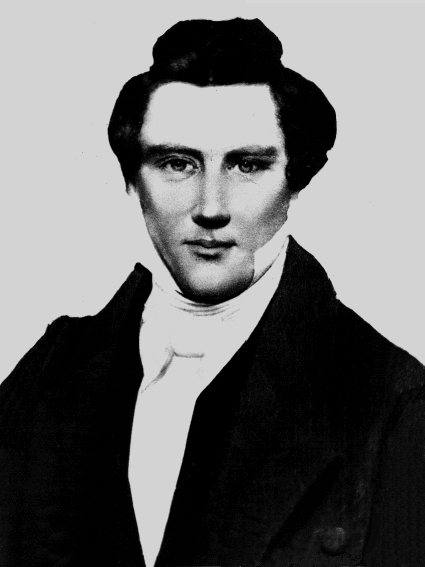
Joseph Smith Jr., profeta, vidente e revelador e primeiro Presidente da Igreja.

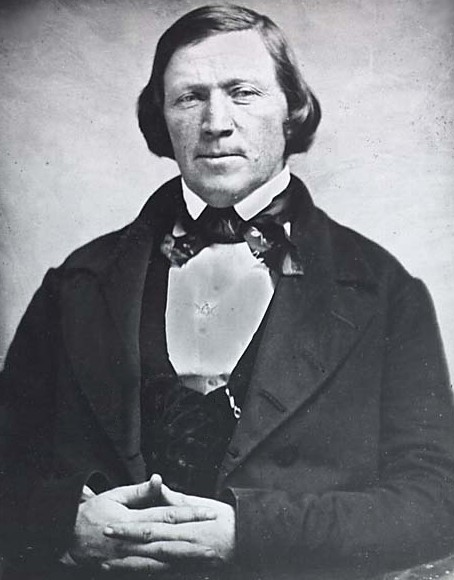
Brigham Young, segundo Presidente da Igreja.

- Joseph Smith, Jr (6 de Abril de 1830)
- Thomas B. Marsh (26 de Abril de 1835)
- David W. Patten (15 de Fevereiro de 1835)
- Brigham Young (14 de Fevereiro de 1835)
- Heber C. Kimball (14 de Fevereiro de 1835)
- Orson Hyde (15 de Fevereiro de 1835)
- William E. McLellin (15 de Fevereiro de 1835)
- Parley P. Pratt (21 de Fevereiro de 1835)
- Luke S. Johnson (15 de Fevereiro de 1835)
- William Smith (15 de Fevereiro de 1835)
- Orson Pratt (26 de Abril de 1835)
- John F. Boynton (15 de Fevereiro de 1835)
- Lyman E. Johnson (14 de Fevereiro de 1835)
- John E. Page (19 de Dezembro de 1838)
- John Taylor (19 de Dezembro de 1838)
- Wilford Woodruff (26 de Abril de 1839)
- George A. Smith (26 de Abril de 1839)
- Willard Richards (14 de Abril de 1840)
- Lyman Wight (8 de Abril de 1841)
- Amasa M. Lyman (Agosto de 1842)